# Casa Harris-Ramsey-Norris
La Casa Harris-Ramsey-Norris es una residencia histórica ubicada en el 1004 West Lafayette Streeten de Quitman, Georgia, Estados Unidos. Fue añadida al Registro Nacional de Lugares Históricos el 5 de septiembre de 2008. Fue construida en la segunda mitad del siglo XIX.  Se consideró significativo "porque es un ejemplo excelente e intacto de una casa de campo con pasillo central y pasillo trasero".